# Lijst van spelers van The Strongest
Deze lijst omvat voetballers die bij de Boliviaanse voetbalclub The Strongest spelen of gespeeld hebben. De spelers zijn alfabetisch gerangschikt.

## A
- Luciano Ábalos
- Freddy Abastoflor
- Alberto Acha
- Renán Addles
- Miguel Aguilar
- Rubén Aguilera
- Bernardo Aguirre
- Gustavo Aguirre
- Diego Alarcón
- Mauro Aldave
- Boris Alfaro
- Cristian Alfaro
- Adrián Álvarez
- Gilbert Álvarez
- Santos Amador
- Víctor Andrada
- Ezequiel Andreoli
- Demetrio Angola
- Carmelo Angulo
- Eduardo Angulo
- Marcelo Angulo
- Víctor Hugo Antelo
- Víctor Aragón
- Pastor Aramayo
- Ronald Arana
- Oscar Araúz
- Wilder Arévalo
- Carlos Arias
- Robert Arteaga

## B
- Julio Baldivieso
- Rolando Barra
- Marcos Barrera
- Marco Barrero
- Hamlet Barrientos
- Miguel Barriga
- Alejandro Bejarano
- Diego Bejarano
- Diego Bengolea
- Ramiro Blacutt
- Mauro Blanco
- Diego Bono
- James Borja
- Gustavo Britos
- Juan Brown

## C
- Ever Caballero
- Abraham Cabrera
- Diego Cabrera
- Miguel Ángel Cabrera
- Gabriel Caiafa
- Ronaille Calheira
- Danny Callaú
- Boris Calvetty
- Carlos Camacho
- Marcelo Carballo
- Jaime Cardozo
- Andrés Carevic
- Juan Casado
- Iván Castillo
- Jorge Castillo
- Ramiro Castillo
- Sergio Castillo
- Daniel Castro
- Raúl Castro
- Marcelo Ceballos
- David Cerutti
- Daniel Andrés Chávez
- Juan Carlos Chávez
- Alejandro Chumacero
- Clemilson
- Sandro Coelho
- Percy Colque
- Bladimir Compas
- Diego Corso
- Julio César Cortez
- Ernesto Cristaldo
- Luis Cristaldo
- Roberto Cuadrado
- Pablo Cuba
- Adrián Cuéllar
- Kenny Cunningham

## D
- Alex Da Rosa
- Alejandro Da Silva
- Windsor Del Llano
- Daniel Delfino
- Álvaro Delgadillo
- Julián di Cosmo
- Edgardo Di Meola
- Leonardo Díaz
- Carlos Alberto Duran
- Eliseo Dury

## E
- Pablo Escobar

## F
- Juan Farías
- Adrían Fernández
- Gustavo Fernández
- Sergio Fernández
- Francisco Ferreira
- Virgilio Ferreira
- Leonardo Ferrel
- Marcos Ferrufino
- Juan Fleita
- Walter Flores
- Zack Flores
- Ricardo Fontana
- Marcos Francisquine

## G
- Luis Galarza
- Gonzalo Galindo
- Roberto Galindo
- Arturo García
- Federico García
- Gerson García
- Serafín Gareca
- Rubén Gigena
- Raúl Gonzales
- Antonio González
- Carlos González
- Sebastián González
- Damián Grosso
- Limberg Gutiérrez
- Ronald Gutiérrez
- Javier Guzmán

## H
- Carlos Hermosa
- Pedro Higa
- Miguel Hoyos

## I
- Luis Iriondo
- Diego Issa

## J
- Cristino Jara
- Sergio Jáuregui
- Jeferson Lopes
- Andrés Jemio
- Eduardo Jiguchi
- Rony Jiménez

## L
- Froylán Ledezma
- Gaston Leva
- Sacha Lima
- Javier López
- Walter López
- Diego Loscri
- Diego Luque

## M
- Victor Machaca
- Matias Marchesini
- Eligio Martínez
- Martin Martos
- Claudio Matana
- Daniel Maturana
- Gastón Mealla
- Carlos Medina
- Erwin Melgar
- José Milton Melgar
- Luis Melgar
- Rubén Melgar
- Victor Melgar
- Alejandro Mena
- Martín Menacho
- Limberg Méndez
- Limbert Méndez
- Luis Méndez
- Miguel Mercado
- Fernando Merlo
- Ovidio Mezza
- Miro Bahia
- Modesto Molina
- Boris Montaño
- Tito Montaño
- Limberg Morejón
- Juan Mosquera

## N
- Pablo Navarro
- Yonny Nay
- Luis Alejandro Núñez

## O
- Hernán Ocampos
- Delio Ojeda
- Edgar Olivares
- Hector Ortega
- Jorge Ortíz
- Miguel Ortíz
- Tito Ortíz
- Diego Ovalle

## P
- Luis Palacios
- David Paniagua
- Enrique Parada
- Nilton Pardal
- Jorge Paredes
- Juan Angel Paredes
- Líder Paz
- Marco Paz
- Juan Paz García
- Álvaro Peña
- Darwin Peña
- Diomedes Peña
- Ariel Pérez
- Leitão Polieri

## Q
- Gustavo Quinteros
- Waldo Quinteros
- Miguel Quiroga

## R
- Rodrigo Ramallo
- Alberto Ramírez
- Máximo Ramírez
- Mauricio Ramos
- Rolando Rea
- Regis De Souza
- Harold Reina
- Jair Reinoso
- Eduardo Reyes
- Leonel Reyes
- Cristian Reynaldo
- Jesús Reynaldo
- Luis Ribeiro
- Reny Ribera
- Alvaro Ricaldi
- José Gabriel Ríos
- Juan Carlos Ríos
- Rosauro Rivero
- Marcelo Robledo
- Carlos Rocabado
- Pedro Rocabado
- Richard Rojas
- Ignacio Rolón
- Max Rougcher
- Cristian Ruíz
- Juan Carlos Ruíz

## S
- Humberto Saavedra
- Mauricio Sahonero
- Renato Sainz
- Juan Salaberry
- Marco Salamanca
- Marciano Saldías
- Pablo Salinas
- Juan Carlos Sánchez
- Óscar Sánchez
- Carlos Santisteban
- Óscar Sanz
- Adel Sarras
- Nicolás Sartori
- Carlos Saucedo
- Mauricio Saucedo
- Santiago Silvera
- Roy Smith
- Hermán Solíz
- Nelvin Solíz
- Mauricio Soria
- Hugo Sosa
- Marcelo Sozzani
- Berthy Suárez
- Pablo Suárez
- Roger Suárez

## T
- Haroldo Teixeira
- Jair Torrico
- Marcelo Torrico
- Ricardo Torrico
- Adrián Trigo
- Rubén Tufiño

## U
- Elvis Uriona

## V
- Daniel Vaca
- Doyle Vaca
- Sergio Valverde
- Christian Vargas
- Pablo Vázquez
- Walter Veizaga
- Pedro Velázquez
- Diego Villalba
- Johnny Villarroel
- Eduardo Villegas
- Humberto Viviani

## W
- Diego Wayar

## Z
- Reynaldo Zambrana
- Nelson Zelaya
- Edson Zenteno
- Edward Zenteno
- Cristian Zermattén
- Walter Zermatten